# Antonio Pilon
Antonio Pilon (... – Carpenedo, 23 marzo 1849) è stato un patriota italiano.
Gastaldo di villa Marchesi, a Mogliano Veneto, si vantò pubblicamente di aver portato viveri a Venezia durante l'assedio del 1849. Della cosa però giunsero a conoscenza gli Austriaci che inviarono a casa sua dei soldati che si fingevano disertori. Nel soccorrerli, Pilon coinvolse anche Luigi Vanin, fabbro, e due contadini, Antonio Vincenzi e Giacomo Bison. Caduti nella trappola, i primi due furono condotti a Mestre e fucilati il giorno seguente nel parco di villa Tivan, sul Terraglio; gli altri finirono nel carcere duro di Kufstein. Nel 1855 il Vincenzi morì di stenti mentre Bison fu graziato lo stesso anno.
Il suo corpo, accanto a quello di Vanin, è stato degnamente sepolto solo nel 1867, sul lato esterno della chiesa di Mogliano Veneto, dietro il campanile.